# Marcus Gheeraerts
Marcus Gheeraerts «el vell» o llatinitzat Marcus Gerardus (Bruges ±1520 - Londres? ±1591) és un pintor i gravador del Comtat de Flandes. Hi ha moltes ortografies diferents del seu nom.
Va simpatitzar amb el protestantisme calvinista i va ser membre del consell de la comunitat La Família de l'Amor que rebutjava la violència com a mitjà de reforma. El 1567, Fernando Álvarez de Toledo y Pimentel, duc d'Alba, va ser nomenat governador per Felip II de Castella a les Disset Províncies. Alba va crear el Tribunal dels Tumults per organitzar una persecució despietada dels protestants i dissidents. Com molts intel·lectuals i artistes, amb el fill Marcus II i el seu assistent Felip de la Valla es van exiliar cap a Londres. La mare i filla van romandre a Bruges. Va ser condemnat en contumàcia el desembre 1568 i tots els seus béns van ser confiscats en nom de la corona de Castella. En el gravat Al·legoria de la iconoclàstia (±1567), del qual només es conserva un exemplar al Britisch Museum, expressa tot el seu odi per l'Església catòlica institucional però també hi crítica la violència dels iconoclastes.
No és clar si el «Mercus Geeraert» registrat al gremi dels pintors d'Anvers el 1577 va ser ell o si més aviat es tracta de son fill Marcus el jove.

## La nissaga
Va néixer a la ciutat de Bruges com a fill del pintor Heggebaert (Egbert) Gheeraerts, probablement originari del nord de les Disset Províncies i la brugenca Antonine van der Weerden. Son pare va morir l'any que va néixer i sa mara va tornar a casar-se amb el pintor Simon Pieters, el que explica que en certs texts se'n parla com Marcus Pieters. És probablement son padrastre que el va iniciar a les arts. Marcus va casar-se a Bruges en primeres noces el 6 de juny de 1558 amb Jannekin Struve, una dona catòlica que va morir el 1571. Es va casar en segones noces a l'Església neerlandesa de Londres el 8 de novembre de 1571 amb Susana de Critz que va morir el 1603. Susana era la germana de John de Critz, sergent-pintor de l'exèrcit de la reina Elisabet I, un altre exiliat flamenc. Van tenir tres fills més dels quals només Sara i Susanna va atènyer l'edat adulta. Sara es va casar amb l'artista Isaac Oliver el 1602. Susanna (mort el 1645) es va casar amb l'escultor Maximilian Colt.

## Obres destacades
- Al·legoria de la iconoclàstia (±1567)
- Mapa de la ciutat de Bruges (1562) una obra per promoure la ciutat com port i centre comercial, a l'ocasió de l'estrena del canal Verse Vaart, que via Damme i Sluis tornava a donar un accés al Mar del Nord.[8] Malauradament, aviat les hostilitats, l'escissió dels Països Baixos en la Guerra dels Vuitanta Anys van tornar a tallar aquest accés al mar.
- De warachtighe fabulen der dieren (‘Les veritables faules dels animals’ 1567), il·lustracions en una versió de l'escriptor brugenc Eduard de Dene de les Faules d'Isop.[9]

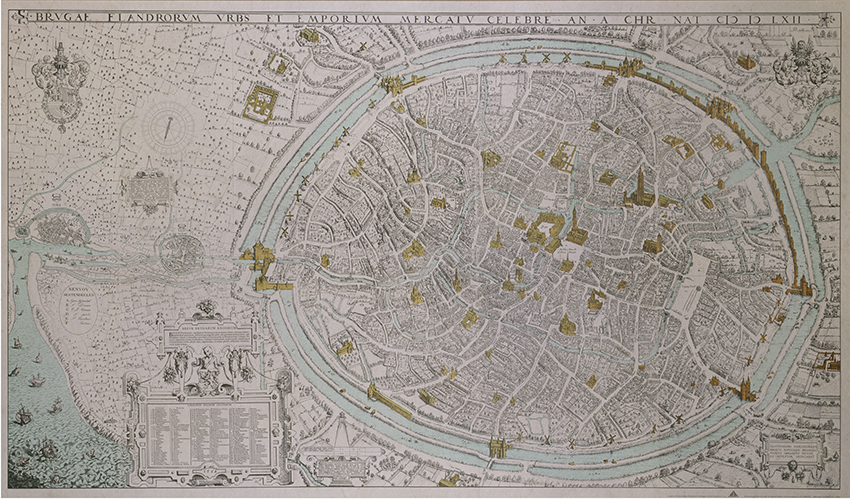
Mapa de Bruges

- Una caganera flamenca, detall amagat al mapa de Bruges
- Retrat d'Henry Parry, bisbe de Worcester
- La faula del llop i la cabra
- Festa major a un poble desconegut
- Crist triumfant
- Lleó